# Kärnteknik
Kärnteknik, teknik som grundar sig på fenomen i atomkärnor. Kärnteknik används idag inom en rad olika områden, så som medicinsk kärnteknik, kärnenergi och vapenteknologi. Forskning inom kärnteknik bedrivs på många av de svenska universiteten, så som Uppsala universitet, KTH och Chalmers tekniska högskola. Sveriges Kärntekniska Sällskap är en ideell förening som försöker främja den fredliga användningen av kärnteknik. 

## Kärnvapenteknik
Sedan 1940-talet har man utvecklat olika former av kärnvapen. På senare år har man också spekulerat i att använda radiologiska vapen.

## Kärnenergi
Kärnenergi benämns även som kärnkraft eller atomkraft och infattar både den process (fission) som används vid dagens  kärnkraftverk och fusion som är en tänkt framtida energikälla. 

## Medicinsk kärnteknik
Se radiologi, bestrålning och strålbehandling.

## Kärnteknik i olika delar av världen

### Sovjetunionen
Kärnteknik fick stor betydelse i Sovjetunionen efter andra världskriget, och tillämpades i elproduktion i kärnkraftverk, kärnkraftsdrivna fartyg och kärnvapen.
Kärnvapenprogrammet leddes av Igor Kurtjatov, och underlättades av spioneri utfört av GRU och NKVD. Sovjetunionen testade sin första atombomb 1949. Tsarbomben, som testades den 30 oktober 1961, är det största kärnvapen som någonsin detonerats.